# Zoarchias glaber
Zoarchias glaber és una espècie de peix de la família dels estiquèids i de l'ordre dels perciformes.

## Descripció
- Fa 10 cm de llargària màxima.
- 27-37 espines i 78-89 radis tous a l'aleta dorsal.
- 88-98 radis tous a l'aleta anal.
- 107-123 vèrtebres.[8][9]

## Hàbitat i distribució geogràfica
És un peix marí, demersal i de clima temperat, el qual viu al Pacífic nord-occidental: el Japó i la península de Corea.

## Observacions
És inofensiu per als humans.